# 高河菜
高河菜（学名：Megacarpaea delavayi）为十字花科高河菜属下的一个种。

## 扩展阅读
- 維基物種上的相關：高河菜

[在维基数据编辑]
 《植物名實圖考·高河菜》，出自吳其濬《植物名實圖考》